# Scottish National League 2006/07
Die Saison 2006/07 war die Austragung der höchsten schottischen Eishockeyliga, der Scottish National League. Die Ligadurchführung erfolgt durch die Scottish Ice Hockey Association, den schottischen Verband unter dem Dach des britischen Eishockeyverbandes Ice Hockey UK.

## Modus
Alle Mannschaften spielten eine einfache Runde mit Hin- und Rückspiel. Danach wurde in einer Final-Four-Runde der Meister ermittelt.

## Hauptrunde
Abschlusstabelle
| Platz | Mannschaft               | Spiele | S  | U | N  | Tore   | Punkte |
| ----- | ------------------------ | ------ | -- | - | -- | ------ | ------ |
| 1.    | Fife Flyers              | 18     | 18 | 0 | 0  | 148:26 | 36     |
| 2.    | Dundee Stars             | 18     | 15 | 1 | 2  | 145:66 | 31     |
| 3.    | Solway Sharks            | 18     | 14 | 1 | 3  | 138:61 | 29     |
| 4.    | Edinburgh Capitals (SNL) | 18     | 9  | 1 | 8  | 106:74 | 19     |
| 5.    | Paisley Pirates          | 18     | 9  | 0 | 9  | 78:52  | 18     |
| 6.    | North Ayrshire Wild      | 18     | 6  | 1 | 11 | 43:85  | 13     |
| 7.    | Dundee Tigers            | 18     | 6  | 0 | 12 | 66:77  | 12     |
| 8.    | Kilmarnock Storm         | 18     | 5  | 0 | 13 | 69:118 | 10     |
| 9.    | Moray Typhoons           | 18     | 4  | 2 | 12 | 45:104 | 10     |
| 10.   | Aberdeen Lynx            | 18     | 1  | 0 | 17 | 31:206 | 2      |

## Play-offs
Halbfinale
| Begegnung                        | Serie      | Spiel 1 | Spiel 2 |
| -------------------------------- | ---------- | ------- | ------- |
| Edinburgh Capitals – Fife Flyers | 0:2        | 3:8     | 2:8     |
| Dundee Stars – Solway Sharks     | 1:1 (7:11) | 5:3     | 2:8     |

Finale
| Begegnung                   | Serie     | Spiel 1 | Spiel 2 |
| --------------------------- | --------- | ------- | ------- |
| Fife Flyers – Solway Sharks | 1:1 (7:5) | 5:2     | 2:3     |